# Gräbern-Prebl
Gräbern-Prebl im Lavanttal in Unterkärnten ist eine Katastralgemeinde der Stadtgemeinde Wolfsberg in Kärnten, in Österreich.

## Geographie
Gräbern-Prebl liegt halbwegs zwischen den beiden Städten Wolfsberg und Bad St. Leonhard, auf den Hügeln rechts (westlich) des Engtals der Lavant (Twimberger Graben), bis zum Schulterkogel (1475 m ü. A.) und dem Auenbach im Westen. Der südliche Teil gehört zu Wolfsberg, der nördliche zu Bad St. Leonhard, die Gemeindegrenze läuft entlang des Süßenbachs.
Das Gebiet umfasst etwa 250 Gebäude mit knapp 850 Einwohnern, davon etwa 3⁄4 im Wolfsberger Teil. Dazu gehören die beiden Orte Gräbern und Prebl (beide Wolfsberg), Preblau (Prebl-Brunnen, in Bad St. Leonhard), Gräbern-Twimberg an der Lavant (in beiden Gemeinden), und zahlreiche Einzellagen.

Die beiden Ortschaften Gräbern und Prebl haben jeweils auch Ortsteile in Bad St. Leonhard und bilden die Zählsprengel Gräbern-Prebl-Süd in Wolfsberg respektive Gräbern-Prebl-Nord in Bad St. Leonhard. In Wolfsberg wird aber zusätzlich Wölling, auf der anderen Talseite des Auenbachs, zum Zählbezirk gerechnet.
Unterhalb von Gräbern verläuft der Gräberntunnel der Süd Autobahn (A2).
Nachbarkatastralgemeinden
|                                 | Kliening (Gem. Bad St. Leonhard)            | Twimberg (Gem. Bad St. Leonhard)            |
| Preims (Gem. Wolfsberg)         | Kompassrose, die auf Nachbargemeinden zeigt |                                             |
| Oberleidenberg (Gem. Wolfsberg) | Auen (Gem. Wolfsberg)                       | Hinterwölch (Gem. Frantschach-St. Gertraud) |

### Prebl
Die Ortschaft Prebl befindet sich im Osten der Katastralgemeinde. Einrichtungen dort sind:
- Römisch-katholische Pfarrkirche zum Heiligen Martin
- Volksschule
- Freiwillige Feuerwehr
- zwei Gasthäuser
- bereits geschlossene Hypo Alpe Adria Bankfiliale
- Postbus-Bushaltestelle im Ortskern
- Eine aktive Landjugend-Gruppe

## Geschichte
Ihren heutigen Zuschnitt erhielt die Katastralgemeinde im Zuge der Gemeindereform 1973, als die Gemeinde Gräbern-Prebl aufgelassen und, einer Wasserscheide in groben Zügen folgend, quer durch ihre Hauptorte auf die Gemeinden Wolfsberg und Bad St. Leonhard im Lavanttal, beide Bezirk Wolfsberg, aufgeteilt wurde. Ortsteile Gräbern und Prebl gibt es daher heute in beiden Gemeinden, die gleichlautende Katastralgemeinde jedoch nur in Wolfsberg.